# برهان‌الدین محقق ترمذی
سید برهان‌الدین محقق تِرمِذی معروف به سیّد سردان (زاده ۵۶۱ ق/۱۱۶۵–۶۶ م - درگذشته ۶۳۷ ق/۱۲۳۹–۴۰ م) عارف سده هفتم هجری است. برهان محقق در جوانی به بلخ رفت و در زمره مریدان بهاءولد – پدر مولانا- درآمد. عبادات او بر پایه ریاضت و مجاهده بود و به مقامات بالای عرفانی و کشف و شهود دست یافت و تا جایی که به عنوان خلیفه استاد خود انتخاب شد. او بعد از بهاءولد اولین مربی مولانا در دوران کودکی اش بود. زمانی که خانواده مولانا به قونیه مهاجرت کرد او در ترمذ عزلت گزیده بود. وی یک سال پس از فوت بهاءوالد وارد قونیه شد و برای دومین بار تربیت مولانای بیست و پنج ساله را در علوم ظاهری و باطنی بر عهده گرفت. اما زمانی که از آمدن شمس خبر یافت مولانا را به قصد قیصریه ترک کرد و تا پایان عمر در آنجا ماند. او در سال فوت کرد. تنها اثر به جا مانده از برهان الدین - معارف - حاوی مواعظ اخلاقی او در مجالس صوفیانه‌است.
فریدون سپهسالار در رساله خود او را «حضرت سیّد الاقطاب، فخر االاولیاء و الکاملین، تاج المخدومین» می‌نامد. او مشهور به «سید سردان» بود چرا که بر ضمائر اشراف داشت و از عالم غیب خبر می‌داد.
دولتشاه سمرقندی به اشتباه مولانا و پدرش را، مرید برهان الدین می‌دانست، در حالیکه برهان الدین، مرید بهاءالدین بود و در قیصریه فوت کرد.
از مطالعه کتاب‌هایی که اشاره‌ای به اخلاق برهان‌الدین کرده‌اند متوجه می‌شویم که او فردی زاهد و ریاضت طلب بود و وصول به مرحله انسانیت را تنها در گرو ریاضت و مجاهده می‌دانست. دربارهٔ مدت چله نشینی او اختلاف نظر وجود دارد، به گفته مناقب العارفین چله نشینی او چهل روز به طول انجامید، اما در برخی آثار دیگر ریاضت او دوازده سال ثبت شده‌است. در هر صورت او پس از این چله نشینی به کشف و شهود دست پیدا کرد و به جایی رسید که یکی از برترین مریدان بهاءولد به حساب می‌آمد.
او در تمام عمر در مجاهده و ریاضت بود، این مرد عزلت نشین، از دنیا و مردم روی گردان بود. با این حال از آنچنان جایگاه شامخی برخوردار بود که شیخ الاسلام ترمذی دربارهٔ مقام او می‌گفت:
«سید برهان الدین سخنهای تحقیق خوب می‌گوید، از آن است که کتب مشایخ و مقالات و اسرار ایشان را مطالعه می‌کند».

## برهان‌الدین در زمان کودکی مولانا
برهان‌الدین همه ریاضت‌ها را تا جایی به جان خرید که خلیفهٔ استاد خود شد و بهاءولد تربیت فرزند خود را به او سپرد. بنابراین ترمذی در دروان کودکی مولانا یعنی تا زمانی که بهاءولد و خانواده اش هنوز از بلخ مهاجرت نکرده بودند لالا و مربی جلال الدین بود. اما در علت اینکه چرا ترمذی از سفر استاد محبوب خود غافل ماند، گفته می‌شود هنگامیکه بهاء ولد و خانواده اش مجبور به ترک بلخ شدند، محقق در ترمذ عزلت گزیده بود و متأسفانه دیدار مجدد با استاد - چون بهاءولد در سال ۶۲۸ق فوت کرد - برایش فراهم نشد.

## برهان‌الدین و سفر به قونیه
اما اینکه او چگونه از مرگ استادش آگاه شد، در حکایتی در مناقب العارفین و نفحات الانس نقل شده‌است که بواسطه اینکه اسرار از غیب می‌دانست، از مرگ سلطان العلما خبر یافت وبر خود واجب دانست تا به قونیه رود و امانت شیخ خود یعنی مولوی را تحت حمایت گیرد.
که نشانگر اشتباه افلاکی و جامی در ذکر این حکایت است. طبیعی است که برهان الدین پس ازاینکه از فوت بهاءولد آگاه شد، خود را در برابر ارشاد جلال الدین جوان که ظرفیت‌های روحی او را شناسایی کرده بود، متعهد می‌دانست و به همین خاطر عازم قونیه شد. اما از دلایلی که به نظر می‌رسد به آن سبب به قونیه رفته‌است این است که، ابتدا برهان الدین برای تبلیغ و نشر عقاید و روش فکری استاد خود به نیابت از او به ترمذ رفت و بعد از آگاهی از فوت او دیگر، ماندن در ترمذ را جایز نمی‌شمرد. بنابراین یک سال پس از فوت بهاءولد، در سال(۶۲۹ ق) وارد قونیه شد. دیگردلیل رفتن او به دنبال شیخ خود شاید، هجوم مغول به ناحیه خراسان بود.
برهان الدین در مکه از طریق حاجیان نشانه‌هایی از بهاءولد را در روم یافت. زمانیکه برهان الدین به قونیه رسید، مولانا ی بیست و پنج ساله در لارنده به سر می‌برد و واعظی مشهور بود که در میان طبقات مختلف مردم نفوذ داشت.
ورود ترمذی به قونیه بر اساس روایت افلاکی، اینگونه بود که وی، در بدو ورود به قونیه در مسجد سنجاری اقامت کرد و نامه‌ای به مولانا فرستاد تا به قونیه بازگردد. مولانا به محض در یافت نامه به قونیه بازگشت، با این حال در ولدنامه این روایت ذکر نشده‌است.
وقتی مولانا به قونیه بازگشت ترمذی را در حجره‌ای در مدرسه سکونت داد و شیخ ترمذی نه سال به تربیت وی پرداخت. برای مولانای آزرده خاطر و غمگین از فقدان پدر، دیدار برهان الدین مایه آرامشی دوباره بود، زیرا مولانا حضور دوباره پدر را در کنار این استاد قدیمی احساس می‌کرد.
هنگامیکه برهان الدین به درخواست مولانا بر منبر وعظ رفت، طرز سخن گفتن ولحنش شبیه بهاءولد بود. از آن پس مریدان بهاءولد، مریدان او نیز گشتند. از دیگر خدمت‌هایی که محقق ترمذی به بهاءولد کرد این بود که مولانا را موظف کرد تا با خواندن «فواید والد» یا «معارف» که مجموعه یادداشت‌های شخصی و واردات روحانی بهاءولد است، در احوال پدر بیندیشد.
از دیگر نکاتی که برهان الدین محقق در ارشاد مولانا، وی را بدان موظف می‌کرد، سفر بود. زیرا معتقد بود توقف مولانا در مجالس وعظ مانع پیشرفت او می‌شود.
در زمان غیبت مولوی، برهان الدین کهنسال به قونیه نزد خانواده وی می‌رفت و خود را در برابر تربیت فرزندان مولانا هم موظف می‌دانست.
پس از بازگشت مولانا ازشام - که به گفته افلاکی هفت سال بوده‌است- برهان الدین متوجه شد که مولانا در علوم ظاهری به کمال رسیده‌است. که سلطان ولد هم در " ولدنامه " از زبان برهان‌الدین اینگونه سروده‌است:
| گفت از آن پس به شه جلال الدین |  | گرچه در علم نادری و گزین  |
| لیک بد والد تو صاحب حال       |  | جوی آن را و در گذر از قال |
| قال او گرفته‌ای به دو دست      |  | همچو من شو ز حال او سرمست |
| تا تمامت تو وارثش باشی        |  | نور اندر جهان چو خور پاشی |

## برهان‌الدین و شمس تبریزی
دربارهٔ ارتباط برهان الدین و شمس نقل است که وقتی برای اولین بار شمس به قونیه آمد ترمذی با او ملاقات کرد با این حال دانست که با او در یک اقلیم نمی‌گنجد. همچنین به سبب اینکه
برهان الدین تحت تربیت بهاءولد رشد کرده بود و روش او در تربیت جلال الدین روش استادش یعنی همگامی «شریعت» و «طریقت» بود، وی می‌خواست فرزند بهاء ولد را همان گونه که خود اعتقاد داشته تربیت کند چنان‌که روزی مولانا بتواند جایگزین پدر شود. اما شمس الدین تبریزی بی باکانه مولانا را که در مکتب ترمذی پخته شده بود از شریعت به دریای طریقت انداخت. دریایی که مولانا دیگر ازان خارج نشد.
بدین سبب محقق تصمیم گرفت او را ترک کند و به قیصریه رود ولی مولانا با رفتن او راضی نبود و حتی وقتی محقق می‌خواست بی‌خبر از او رود از اسب افتاد؛ بعد از آنکه مولوی از میل شدید او با خبر شد اسباب رفتنش را خودش مهیا کرد.

## برهان‌الدین در قیصریه
برهان الدین در پایان عمر به قیصریه بازگشت و بیشتر عمر خود را درآنجا گذراند و در خانقاهی که مرید او، شمس الدین اصفهانی والی قیصریه برایش ساخته بود، مجالس وعظش را تشکیل می‌داد.
برهان الدین در روزگار جوانی ریاضت‌های زیادی را بر خود روا می‌داشت، و در واجبات سستی نمی‌ورزید، ولی در پیری تا حدی نسبت به ین امور از جمله پاکیزگی خود بی‌توجه شده بود تا حدی که در جواب کسی که او را ملزم به شستن لباسش کرده بود، گفته بود: "هی، فضول، ما جهت جامه شویی در این عالم آمده‌ایم؟"
مرگ برهان درسال(۶۳۸ ق) اتفاق افتاد، نقل است که وقتی پایان عمرش رسید، برای مرگ آماده شد و «غسل کرد، و به گوشه‌ای از خانه رفت و پس از لحظه‌ای جان سپرد».
پس از چهلم محقق، شمس‌الدین اصفهانی، با نامه‌ای خبر مرگ وی را به مولوی داد و او با جمعی از اصحابش به قیصریه آمدند و مراسم عرس برگزار کردند او را در همان خانقاه دفن کردند.
این سنگ مزار به تاریخ تولد او یعنی ۵۶۱ه/۱۲۶۹–۷۰ م وسال وفاتش یعنی ۶۳۷ ق/ ۱۲۳۹–۴۰ م اشاره می‌کند. آنطور که پیداست این سنگ توسط یکی از دوستداران محیی الدین ساخته شده‌است، چرا که از پیروان محقق ترمذی بعید است که او را در مقامی پایین‌تر از محیی الدین بدانند.

## برهان‌الدین و شاگردانش
از شاگردان برجسته برهان‌الدین می‌توان به مولانا، صلاح الدین زرکوب، شمس الدین اصفهانی وزیر اشاره کرد.
شیوهٔ تربیتی برهان الدین اینگونه بود که نه تنها بر خود بلکه بر شاگردانش نیز سخت می‌گرفت. روایت‌هایی از چله نشینی‌های مولانا به اجبار او وجود دارد. پس به این ترتیب این برهان الدین بود که جلال الدین واعظ را از سکوی وعظ پایین کشید و به عالم مشاهدات و مکاشفات وارد کرد. نکته جالب این است که برهان الدین سالخورده، جلال الدین جوان را، «مولانای بزرگ» صدا می‌کرد. گویا آینده درخشان مولا نا را به چشم دل دیده بود.
صلاح‌الدین زرکوب نیز در آموزش رموز عرفانی شاگرد ترمذی بود. این مرید جوان در طرز تفکر و پایبندی به زهد و ریاضت شبیه به استادش بود، برهان الدین او را به عنوان خلیفه خود برگزیده بود. و به گفته خودش «حالش» را به صلاح الدین و «قالش» رابه جلال الدین بخشیده بود. یکی دیگر از مریدان او شمس الدین اصفهانی وزیر غیاث الدین کیخسرو دوم بود. هنگامیکه در اواخر عمر به قیصریه رفت تحت حمایت او زندگی را می‌گذراند؛ ولی باید بدانیم که او مریدان زن و مرد زیادی داشت که آن‌ها را تعلیم می‌داد.

## آثار وی
نثرهای متصوفه را می‌توان به دو دسته تقسیم کرد:
۱)نثرهای نوشتاری :کتاب و رساله‌هایی که عارفان با اهداف خاص تدوین کردند.
۲)نثرهای گفتاری:آنچه عارفان در مجالس و محافل خصوصی و غیررسمی می‌گفتند.
اگر این کتاب‌ها را در اوج دوره نثرنویسی متصوفه برشمریم ـ یعنی اوایل قرن ۸ـ کم است، ولی بیشترین و معروفترین این نوع آثار با مولوی و مکتب عرفانی وی رابطه دارد مانند:
• معارف بهاء ولد
• معارف برهان الدین محقق ترمذی
• مقالات شمس
معارف یا مقالات، تنها اثر باقی‌مانده از برهان الدین محقق ترمذی، مجموعه‌ای پراکنده از سخنان و مواعظ اوست که در مجالس صوفیانه با حضور دوستان نزدیک و محرم مطرح شده‌است و بیشتر جنبه خطابی دارد و متضمن اخلاق عرفانی است. معارف نه تنها برای شناخت مولوی خوب است بلکه از لحاظ شناخت تأملات عرفانی برهان الدین نیز سودمند است. بواسطه تأثیرشگرفی که برهان الدین بر شاگرد خود داشت تعدادی از مضامین معارف او در سخنان مولانا نیز تکرار شده‌است. مثل موضوع مقایسه انا الحق گفتن حلاج و فرعون و همچنین حکایت "خدو انداختن خصم در روی امیرالمؤمنین "که در سخن مولانا نیز دیده می‌شود.
این اثر که ظاهراً چندین تن از شاگردان یا شنوندگان ترمذی جمع‌آوری کرده‌اند ویژگی‌هایی دارد چون:
۱. کتاب بی هیچ مقدمه و خطبه‌ای آغاز شده
۲. نثر کتاب ساده و صریح و محاوره مانند است.
۳. از اطناب پرهیز شده
۴. متن به آیات و احادیث آمیخته
۵. صنایع بدیعی در آن اتفاقی است
وشامل موضوعاتی از جمله فقه و تفسیر و همچنین مطالبی دربارهٔ اسماعیلیان و اعتقاد آنها به مهدی موعود است. معارف منتشر نشده بود تا اینکه فروزانفر این اثر را به انضمام تفسیری از دو سوره قرآن منتشر کرد. فروزانفر از طرز عبارات و اداء مطالب احساس می‌کرد این دو تفسیر نیز متعلق به ترمذی است. او کار خود را با نسخه‌ای ناتمام از معارف (ش۵۶۷ در کتابخانه آغاسلیم استانبول) آغاز کرد. اما نقص این نسخه فروزانفر را برآن داشت به دنبال نسخه‌های کاملتری برود. مجتبی مینوی نیز به نسخه‌ای با نام «معارف مولانا … شیخ برهان الدین المحقق» در موزه مولانا در قونیه دست پیدا کرد. این نسخه که با شماره ۲۱۱۸ در موزه قونیه نگهداری می شود کتابت آن در پنجم محرم سال ۶۸۷ توسط ارغون بن ایدمر بن عبدالله المولوی، یکی از مریدان سلسله مولوی، چهل و نه سال پس از مرگ ترمذی به پایان رسیده است. نسخه دیگری نیز در ۲۵۶ صفحه در سال ۱۰۰۵م توسط یکی از دراویش سلسله مولانا نسخ شده‌است که مشتمل بر معارف بهاءولد و دو رساله کوتاه و معارف برهان الدین است. علاوه بر این نسخه دیگری مربوط به سال ۷۵۴ق از معارف او بدست آمده‌است.
می‌توان گفت که مضمون این اثر مربوط به دوره‌ای است که محقق به آناطولی وارد می‌شود، تا زمانی که در قیصریه فوت می‌کند.

## آموزه‌ها و اندیشه‌های عرفانی
در سده ششم و ابتدای سده هفتم بزرگانی از جمله ابن عربی، بهاءولد، مولانا جلال الدین، از پیوستن «شریعت» و «طریقت» مکتب جدیدی به وجود آوردند که برهان الدین محقق ترمذی نیز، در زمره این گروه بود. او علاوه بر جایگاه والایش در فقه، عارفی واصل بود.
بر طبق انواع توحید  [برای اطلاعات بیشترنک: ]در مثنوی، برهان الدین محقق ترمذی در زمره مشایخ و عارفان قرار می‌گیرد. مایهٔ برتری او نسبت به واعظان دیگر این بود که به گفته‌های خود عمل می‌کرد.
اودر معارف خود چنین گفته‌است:"نوریست در نهان آدم نهاده‌اند، آن نور ظاهر نشود الّا به مجاهده،
هر چه پوست غلیظ تر باشد، مغز ضعیفتر و مخفی تر باشد. " و در ادامه توضیح می‌دهد که با مجاهده و ریاضت باید این پوست را از بین برد تا نور درونی انسان مجال ظهور بیابد. روزه را بهترین ریاضت‌ها می‌دانست و ریاضت‌های دیگر را در برابر آن بازیچه تلقی می‌کرد.
وی دربارهٔ خود به این نظر رسیده بود که با مجاهدت نفس و ریاضت به مرتبه انسان کامل بودن و آن مقامی که جز حق در نظر شهودش نمی‌آید، دست یافته‌است. برای مجاهده ارزش زیادی قائل بود و عارف واقعی را آنکس می‌دانست که در راه بی پایان عرفان به قول او: حق را به حق نگرد.
برهان الدین تمام این مراحل رابرای وصول به حق طی کرده بود و به قول خودش، به مرحله‌ای رسیده بود که نوربخش بود، نه نورگیرو به همین جهت بود که خود را محقق می‌نامید؛ مشرب وحدت وجودی وی نیز، از همین نظریات وی قابل دریافت است او معتقد بود که تنها جسم از بین می‌رود و روح جاودان است.
از نظر او آموزگار روحانی چون آینه‌است «چون در او نگری و خود را با او دهی او نیز به همان قدر به تو التفات کند». او در معارف استاد خود بهاءولد را در مقامی بالاتر از مقام اولیایی که پس از رسو ل اکرم آمده‌اند می‌دانست و در این باره اینگونه نوشته‌است: «لوح محفوظ است که من می‌بینم در آنجا، انبیاء و اولیاء هر یکی را می‌شناسم. بعد از احمد مرسل، بسیار اولیاء بودند. هیچ کس را این مرتبه نبوده‌است که مولانا بهاءالدین را و در این ریایی نیست»
او معتقد بود اهل دل و حال با زبان حال صحبت می‌کنند و نیازی به سخن گفتن ظاهری نیست که تجلی این گفته وی در دیدارش با شیخ شهاب الدین سهروردی مشهود است . [نک :]
برهان الدین برای انسانی که نورالهی دردرون او تابیده و به مقام اولیاءالله رسیده و به حضرت الوهیت پیوسته‌است مقامی والا قائل بود که در واقع مشرب مولانا و شمس آنچنان تفاوتی با مشرب برهان ندارد. درباب کفر و دین نیز او معتقد بود هنگامی که انسان به حقیقت برسد کفر و دین در برابر او یکی می‌شود و برای روشن شدن این مسئله، محمد را مثال می‌زند. برهان الدین می‌گفت چون حق تعالی بنده را عزیز کند بنده چگونه می‌تواند خود را حقیر سازد و این ظلم بنده به نفس خویش باشد.
ترمذی درباب علم معتقد بود که علم نهایتی دارد و به همین سبب برای رسیدن به حقیقت، نمی‌توان به علم متوسل شد. در واقع او با اینکه علوم عصر خود را به‌طور کامل آموخته بود اما باز معتقد بود بی علم است و کمال علم، او را به این نظر رسانیده بود. از دیدگاه این عارف بزرگ ـ که مولوی نیز قائل بدان بود ـ فنا و بقا دست خداوند است و هستی حاصل نیستی است و تنها هست واقعی، ذات حق تعالی است و دیگر موجودات همه حادث هستند. از نظراو به‌طور کلی عرفاً ـدانشمندان به دو دسته خواص و عوام قابل تقسیم هستند.
خواص گروهی هستند که فقط خداوند آن‌ها را می‌شناسد، و عوام گروهی هستند که می‌خواهند با علم به حقیقت برسند اما در این راه بازمی‌مانند و برای درک حقایق باید به خواص بپیوندند.
برهان علم و ایمان را راه وصال می‌دانست و اعتقاد داشت که فیلسوفان و حکیمان ـ همچون فخررازی ـ به دانش حقیقی راه نیافتند و چه بسا پیامبران ـ هر آنچه که علم از انجام دادن آن عاجز بود و هست ـ را با کرامت و معجزه حاصل کردند. وی برای قرآن نیز اهمیت بسیار قائل بود، با این حال به تفسیر علمایی که فقط پوست قرآن را می‌شکافند در برابر عارفانی که مغز را می‌شکافند خوشبین نبود.

## برهان‌الدین در مثنوی
پس از مطالعه احوال این مرد بزرگ و آشنایی با افکار و عقاید وی می‌توان دریافت که بی سبب نبوده‌است که مولانا وی را نور دانسته‌است و چنین مقام والایی را برای او در نظر گرفته و در مثنوی خود چنین سراییده‌است:
| پخته گرد و از تغیر دور شو    |  | رو چو برهان محقق نور شو     |
| چون ز خود رستی همه برهان شدی |  | چونک بنده نیست شد سلطان شدی |